# Safe (1995)
Safe ist ein britisch-US-amerikanisches Psychodrama aus dem Jahr 1995, geschrieben und inszeniert von Todd Haynes mit Julianne Moore in der Hauptrolle. Der Film spielt im Jahr 1987 und handelt von einer Hausfrau in einem Vorort von Los Angeles, deren eintöniges Leben sich ändert, als sie an einer mysteriösen Krankheit erkrankt, die möglicherweise durch ihre Umgebung verursacht wird.
Der Film wurde von The Village Voice zum „besten Film der 1990er Jahre“ gewählt und von anderen Kritikern als „der gruseligste Film des Jahres“, „ein hypnotisierender Horrorfilm“ und „ein Werk des feministischen Gegenkinos“ bezeichnet. 2014 wurde er in die Criterion Collection aufgenommen. Ebenso ist er in der Liste 1001 Movies You Must See Before You Die inkludiert.
20 Jahre nach der Veröffentlichung des Films sagte Haynes, dass seine Themen – Krankheit und Immunität in einer postindustriellen Landschaft und die Tatsache, dass die Genesung eine Last ist, die den Opfern von Krankheiten oft aufgebürdet wird – sogar noch aktueller seien als zum Zeitpunkt der Veröffentlichung des Films.

## Handlung
Carol White ist eine Hausfrau, die in einem wohlhabenden Vorort von Los Angeles lebt. Sie verbringt ihre Tage mit Aktivitäten wie Gartenarbeit und Aerobic. Ihre Ehe und ihr Familienleben scheinen stabil, aber oberflächlich und ihre Freunde sind höflich, aber distanziert. Nach der Renovierung ihres Hauses treten bei Carol plötzlich körperliche Symptome auf, sobald sie sich in der Nähe bestimmter Alltagschemikalien aufhält: Sie hustet unkontrolliert, wenn sie beim Autofahren die Abgase eines nahegelegenen Lastwagens einatmet, hat Atemprobleme bei einer Babyparty und leidet unter Nasenbluten, wenn sie sich in einem Friseursalon eine Dauerwelle machen lässt. Während sich ihre Symptome verschlimmern, scheinen die Chemikalien, die sie auslösen, allgegenwärtig zu sein. Schließlich bricht sie in einer Reinigung, die mit Pestiziden ausgeräuchert wird, zusammen.
Die Ärzte sind ahnungslos, wie sie Carol heilen oder helfen können. Auch ihre Psychotherapiesitzungen zeigen keinen Erfolg. Sie stellt fest, dass sie mit ihrer Krankheit allein dasteht, während sich ihre Umgebung ihr gegenüber gleichgültig verhält; ihr Leben kann so nicht mehr funktionieren. Carol lässt ihr Haus, ihre Besitztümer und ihr altes Leben hinter sich. Ohne ihren Mann zieht sie nach Wrenwood, einer unheimlichen New-Age-Gemeinschaft für Menschen mit Umwelterkrankungen, mitten in der Wüste. Wrenwood, das sektenähnliche Züge hat, wird von einem Mann geleitet, dessen unerbittliche Motivationsreden einem „psychologischen Faschismus“ gleichkommen.
Selbst in einer Gemeinschaft von Menschen mit ähnlichen Gesundheitsproblemen isoliert sich Carol zunehmend. Sie zieht in ein Iglu, getrennt vom Rest der Gemeinschaft. Der Film endet damit, dass Carol in den Spiegel schaut und zu sich selbst sagt: „Ich liebe dich“.

## Produktion
Haynes hörte 1991 in einem Nachrichtenmagazin zum ersten Mal von „Umwelterkrankungen“, die dort als „20th Century Disease“ (dt. „Krankheit des 20. Jahrhunderts“) bezeichnet wurden. Zusammen mit der Produzentin Christine Vachon besuchte er Organisationen, die sich für Menschen mit Umwelterkrankungen einsetzen, darunter das Response Team for the Chemically Injured in Atascadero, Kalifornien und The Chemical Connection in Wimberley, Texas. Der Monolog, den Carol während ihrer Geburtstagsfeier hält, basiert tatsächlich auf der Abschrift eines der Interviews in Wimberley. Haynes recherchierte über New-Age- und Neugeist-Heilpraktiken und interessierte sich besonders für die Arbeit von Louise Hay. Ihre Bücher wurden vor allem während der AIDS-Epidemie unter schwulen Männern populär, weil sie ihnen erzählten, dass Selbstliebe ihre vermeintliche „Krankheit“ heilen würde. Der fiktive Ort Wrenwood wurde von einem Yoga-Rückzugsort im Kripalu Center inspiriert. Andere nennenswerte Vorbilder waren die Filme Jeanne Dielman, 2001: Odyssee im Weltraum und The Boy in the Plastic Bubble.
Für das Drehbuch plante Haynes, Barrieren zu errichten, die das Publikum daran hindern, der Figur Carol emotional nahe zu kommen. Dieses Konzept verfolgte er später auch in Dem Himmel so fern. Er benutzte Red Herrings, um das Publikum dazu zu bringen, bestimmten Charakteren zunächst zu vertrauen, so z. B. dem Anführer von Wrenwood, einen homosexuellen Mann. Haynes, seinerseits in einer homosexuellen Beziehung lebend, dachte, ein schwuler Mann sei für das Publikum vertrauenswürdig.
Für die Rolle der Carol war zunächst Susan Norman eingeplant, die später stattdessen die Rolle der Linda spielen sollte. Julianne Moores Agentin wandte sich an Vachon und bestand auf ein Vorstellungsgespräch. Moore wusste genau, wie sie die Rolle der Carol spielen wollte, sobald sie das Drehbuch gelesen hatte: „Ich wollte, dass die Figur ihren Kehlkopf überhaupt nicht belastet“ und genau das tat sie bei dem Vorsprechen, das ihr die Rolle einbrachte.
Der Kameramann Alex Nepomniaschy schlug Haynes Die rote Wüste als optisches Vorbild vor. Gemeinsam beschlossen sie, die Kamera nie nah an die Figuren heranzulassen, um eine emotionale Distanz zu wahren.
Potenzielle Investoren wollten, dass Haynes erfolgreiche Elemente aus seinem Vorgängerfilm Poison wieder aufgreift, aber dieser weigerte sich, da Safe „ein ganz anderer Film ist.“ Dadurch dauerte es lange, bis Haynes das notwendige Budget von etwa 1 Million Dollar zusammensparen konnte. Schließlich begannen die Dreharbeiten am 1. Januar 1994 in Los Angeles und dauerten 6 Wochen.
Für die Uraufführung des Films beim Sundance Film Festival entfernte Haynes die Aufnahme von Peters Villa. Erst nach mehrfachem Drängen des Publikums fügte er sie in das Endprodukt wieder ein, um „Peters Heuchelei“ zu betonen.
Letztlich gibt der Film keine Antwort auf Carols Krankheit oder ihre missliche Lage. Ihr Zustand wird im Film nicht benannt. Haynes bestätigte aber, dass es sich um eine Darstellung von Multipler Chemikalien-Sensitivität handelt. Ebenso betonte er, dass Carols Isolation sowohl die Antwort als Grund für das Problem sei.

## Veröffentlichung
Der Film feierte seine Weltpremiere auf dem Sundance Film Festival am 25. Januar 1995. Berichten zufolge verließen viele Zuschauer den Kinosaal, da sie den Film nicht verstanden. Die gemischte Rezension des Films änderte sich über die Jahre und zum Ende des Jahrzehnts wurde er häufig als einer der besten Filme der Dekade bezeichnet.
Sony Pictures Classics erwarb die Vertriebsrechte an dem Film und brachte ihn am 23. Juni 1995 in einer begrenzten Auflage in die Kinos. 2014 wurde er in die Criterion Collection aufgenommen.

## Rezeption

### Kritik
Safe erhielt positive Kritiken. Die Webseite Rotten Tomatoes meldet 87 % Zustimmung auf der Grundlage von 60 Kritiken, mit einer durchschnittlichen Bewertung von 7,4/10 und auf Metacritic hält der Film einen Wert von 76/100.
Eine abweichende Meinung präsentiert Janet Maslin in der New York Times. Sie lobt die erste Hälfte des Films, kommt aber zu dem Schluss, dass „Safe, so brillant er auch beginnt, schließlich seiner eigenen modernen Krankheit erliegt, da der Filmemacher auf einer kühlen Zweideutigkeit besteht, die mehr Abneigung als Interesse erzeugt.“ Mr. Haynes mache sich über die New Age lustig, mache sich aber gleichzeitig ihre „Angewohnheiten zu eigen“. Ein weiteres Problem sei, dass „der Schatten der AIDS-Epidemie implizit über [Carols] Verfall hängt“, aber selbst nicht viel zur Geschichte von Safe beitrage. Das Ende sei damit „dem inspirierenden Anfang nicht würdig“.
Durch den kritischen Beifall wurden sowohl die Hauptdarstellerin Julianne Moore, als auch Regisseur Haynes über Nacht berühmt.

### Auszeichnungen
Die Filmzeitschrift Sight & Sound vom British Film Institute votierte mit sieben Stimmen – fünf von Kritikern, zwei von Regisseuren – Safe auf Platz 323 der besten Filme aller Zeiten. Die Webseite They Shoot Pictures, Don't They? ermittelte, dass Safe auf Platz 447 der renommiertesten Filme aller Zeiten steht.
- Independent Spirit Awards 1996: Nominierungen für Bester Film, Beste Regie (Todd Haynes), Beste Hauptdarstellerin (Julianne Moore) und Bestes Drehbuch (Todd Haynes)
- Boston Society of Film Critics 1995: Beste Kamera (Alex Nepomniaschy)
- Seattle International Film Festival 1995: American Independent Award (Todd Haynes)
- International Film Festival Rotterdam 1996: Sonderpreis (Todd Haynes)
- The Village Voice: Bester Film des Jahrzehnts

## Ende
Das Ende des Films ist bewusst zweideutig und hat unter Kritikern und Zuschauern eine beträchtliche Debatte darüber ausgelöst, ob Carol sich emanzipiert oder ihre Krankheit einfach gegen eine ebenso einengende Identität als zurückgezogene Invalidin eingetauscht hat. Julie Grossman argumentiert in ihrem Artikel The Trouble with Carol, dass Haynes den Film als Parodie der traditionellen Hollywood-Filmerzählung einer Heldin, die ihr Leben selbst in die Hand nimmt, versteht und Carol sowohl das Opfer einer männlich dominierten Gesellschaft als auch einer ebenso schwächenden Selbsthilfekultur ist, welche Patienten dazu ermutigt, die alleinige Verantwortung für ihre Krankheit und Genesung zu übernehmen.